# Fiona Shackleton
Fiona Shackleton (Londres, 26 de maio de 1956) é uma advogada britânica famosa por representar membros da família real britânica e celebridades em seus divórcios. 
Sua carreira bem-sucedida deu-lhe a alcunha de Steel Magnolia ("Magnólia de Aço"). 
Recebeu o título de A Baronesa Shackleton da Belgravia (The Baroness Shackleton of Belgravia LVO) da rainha Isabel II em dezembro de 2010.

## Biografia
Nascida Fiona Sara Charkham, ela é filha do empresário e xerife de Londres Jonathan Charkham e de sua esposa Moira Elizabeth Frances Salmon. A família Salmon foi dona da J. Lyons and Co., que controlou o maior império de alimentos da década de 1930. Entre seus primos famosos, estão George Monbiot e Nigella Lawson.
Ela foi educada na Benenden School, em Kent. Graduou-se em Direito pela Universidade de Exeter e então fez um curso para tornar-se chef cordon bleu, antes de se qualificar como solicitadora (advogada, no Brasil) em 1980. 
Por volta de 1986, ela tornou-se parceira da firma de advocacia Farrer and Co, que tem como cliente a família real britânica. Seu primeiro caso importante foi o divórcio do príncipe André e Sarah Ferguson, finalizado em 30 de maio de 1996. É dito que o modo como Shackleton lidou com a situação impressionou tanto lorde Goodman que ele a recomendou ao príncipe Carlos (irmão de André) para cuidar de seu divórcio, ocorrido em 28 de agosto daquele mesmo ano. O acordo negociado entre André e Sarah foi de 17 milhões de libras esterlinas.
Em 2005, ela tornou-se tenente da Real Ordem Vitoriana (LVO) e em 2010 recebeu o título de Baronesa Shackleton da Belgravia da rainha Isabel II.
Fiona é casada com o consultor financeiro Ian, descendente de sir Ernest Shackleton, com quem tem duas filhas.

## Casos famosos
- O divórcio do príncipe André e Sarah Ferguson;
- O divórcio do príncipe Carlos e Diana Spencer;[3]
- O divórcio de Paul McCartney e Heather Mills;[3]
- O divórcio de Thierry Henry e Claire Merry;
- O divórcio de Madonna e Guy Ritchie;[3]
- O divórcio de Nigella Lawson e Charles Saatchi;[3]
- O divórcio do emir Mohammed bin Rashid Al Maktoum e da princesa Haya bint Hussein.[4]